# Grignols (Dordogne)
Grignols (okzitanisch: Granhòu) ist eine französische Gemeinde mit 668 Einwohnern (Stand: 1. Januar 2022) im Département Dordogne in der Region Nouvelle-Aquitaine; sie gehört zum Arrondissement Périgueux und zum Kanton Saint-Astier. Die Einwohner heißen Grignolais.

## Geografie
Grignols liegt etwa 17 Kilometer westsüdwestlich von Périgueux in der Landschaft Landais. Die Nachbargemeinden von Grignols sind Saint-Astier im Norden, Montrem im Nordosten, Manzac-sur-Vern im Osten, Jaure und Villamblard im Süden, Saint-Jean-d’Estissac im Südwesten, Vallereuil im Westen und Südwesten, Neuvic im Westen sowie Saint-Léon-sur-l’Isle im Nordwesten.

## Bevölkerungsentwicklung
| Jahr                       | 1962 | 1968 | 1975 | 1982 | 1990 | 1999 | 2006 | 2018 |
| Einwohner                  | 484  | 485  | 487  | 456  | 526  | 543  | 642  | 671  |
| Quellen: Cassini und INSEE |      |      |      |      |      |      |      |      |

## Sehenswürdigkeiten
- Kirche Saint-Front aus dem 15. Jahrhundert in Bruc
- Burg Grignols aus dem 14. Jahrhundert, seit 1928 Monument historique
- Domäne und Kartause von Chaulnes, Anfang des 18. Jahrhunderts erbaut
- Kartause von La Mothe aus dem 17. Jahrhundert

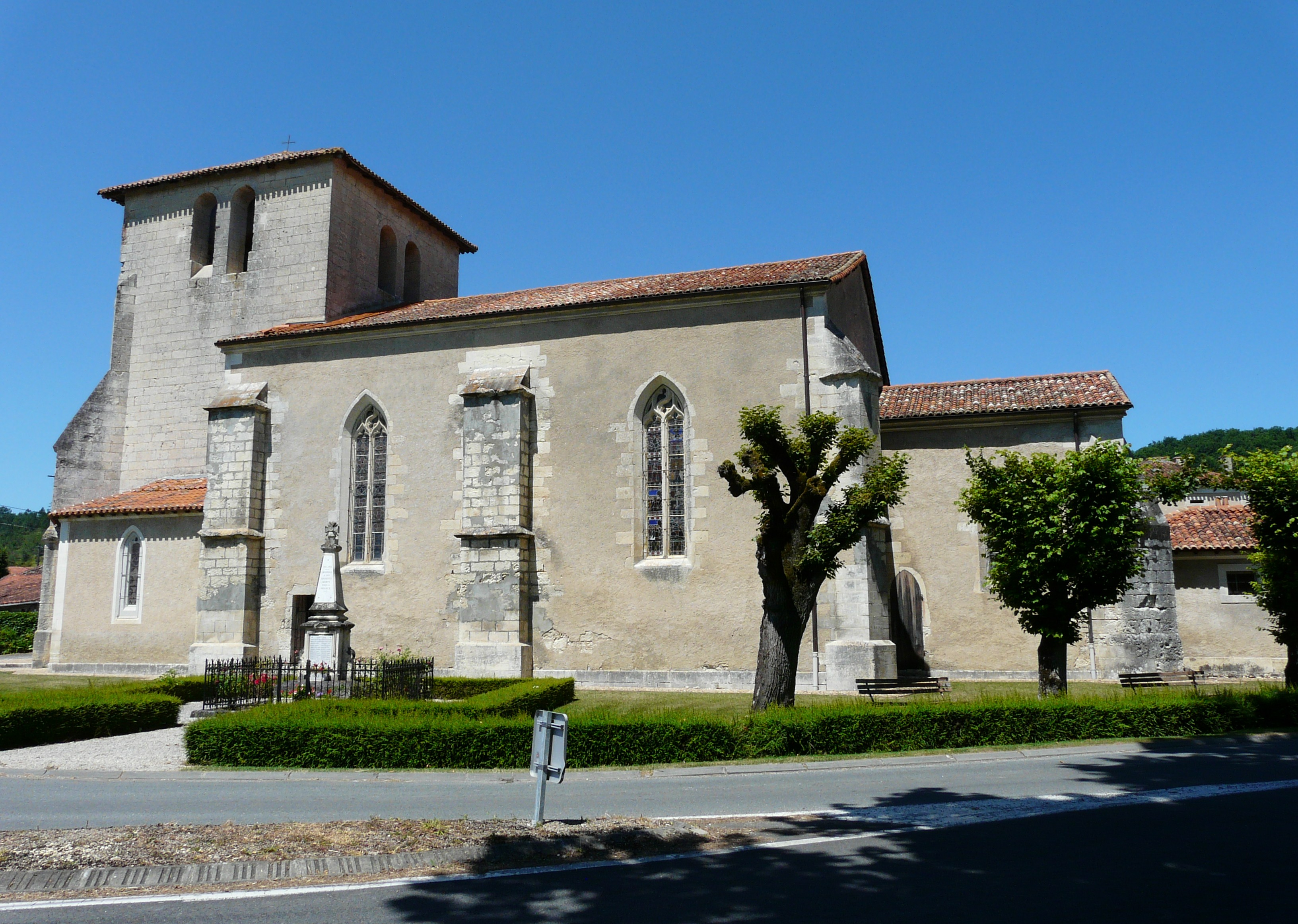
Kirche Saint-Front
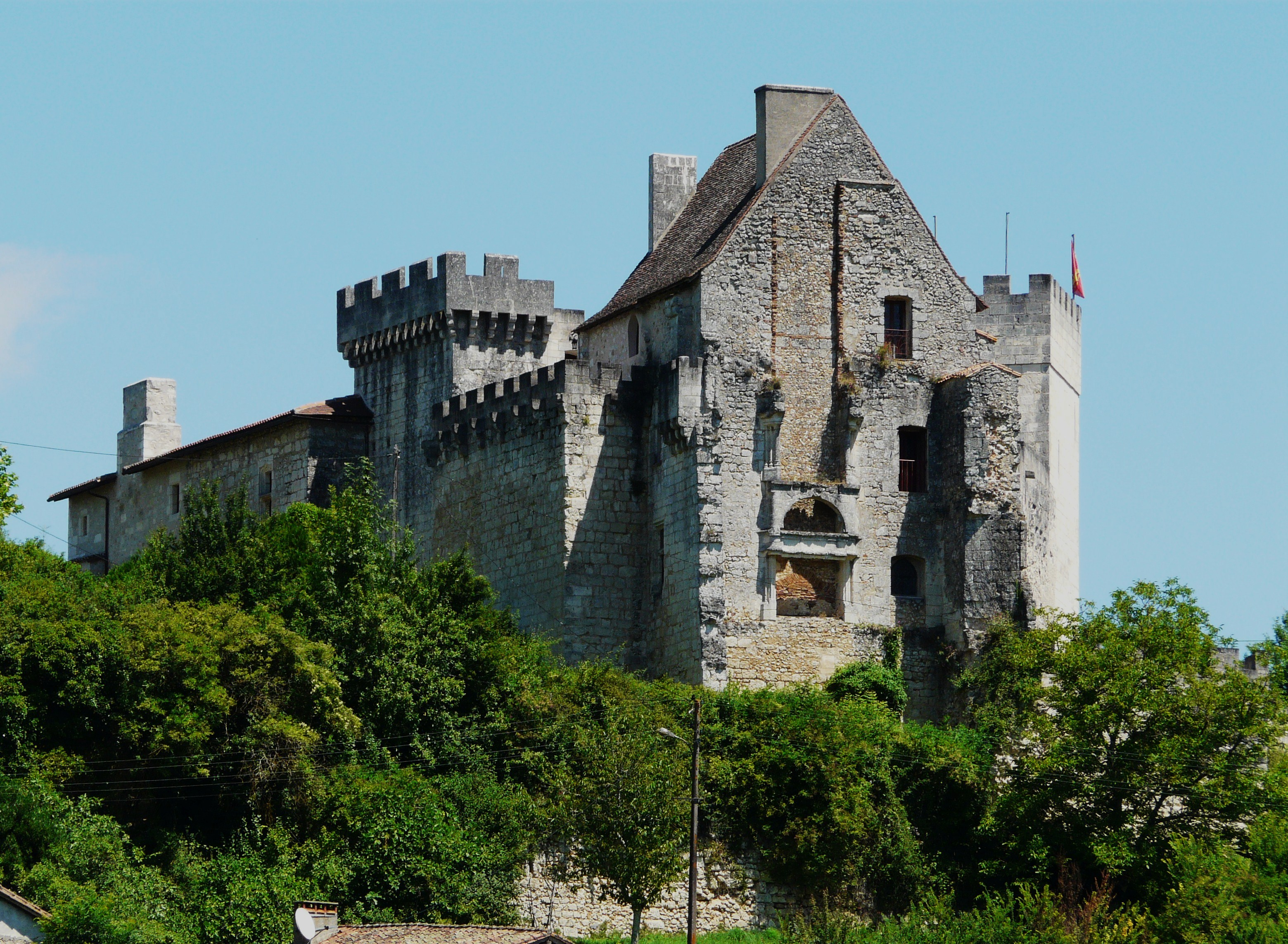
Burg Grignols
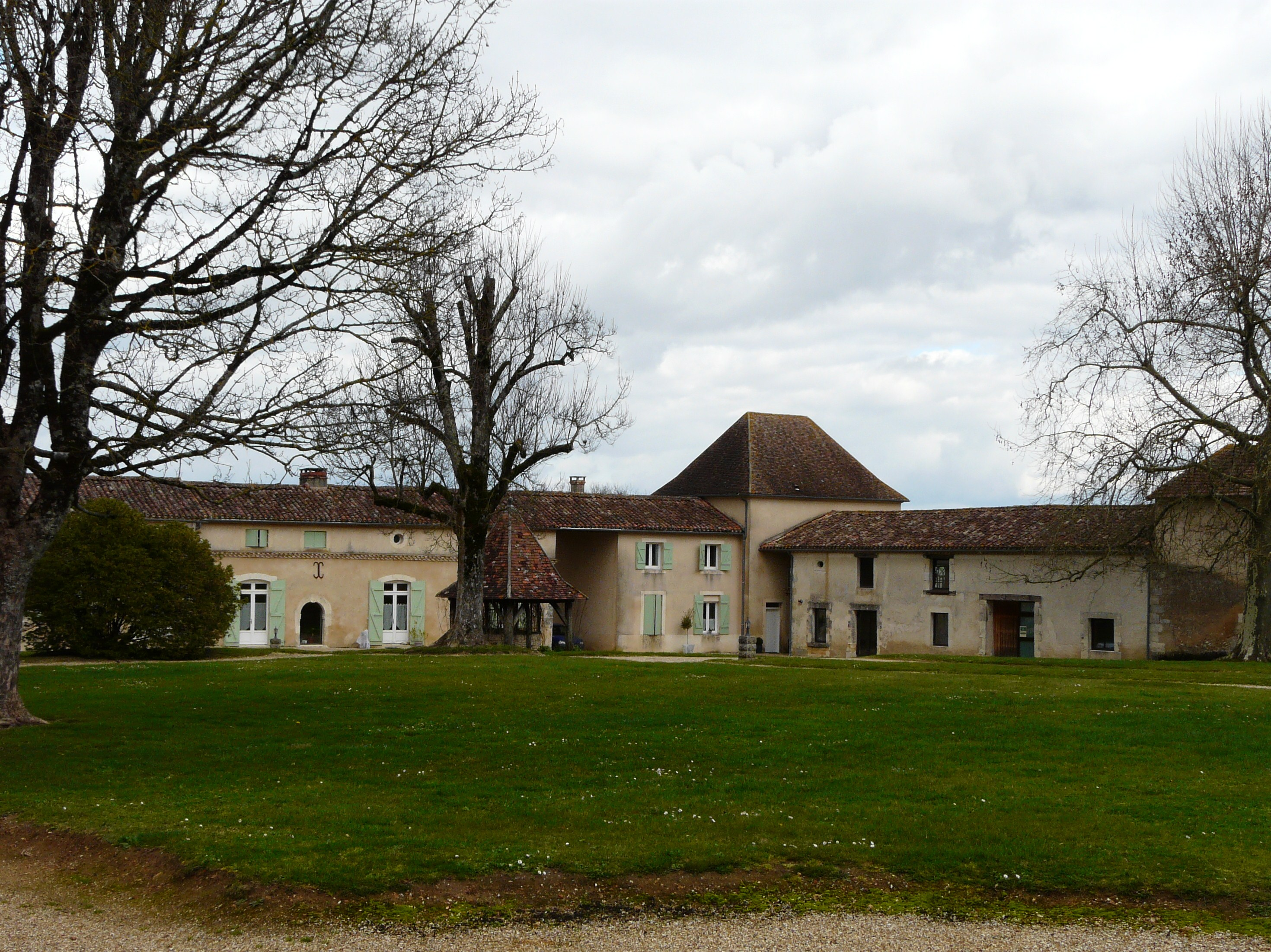
Domäne von Chaulnes
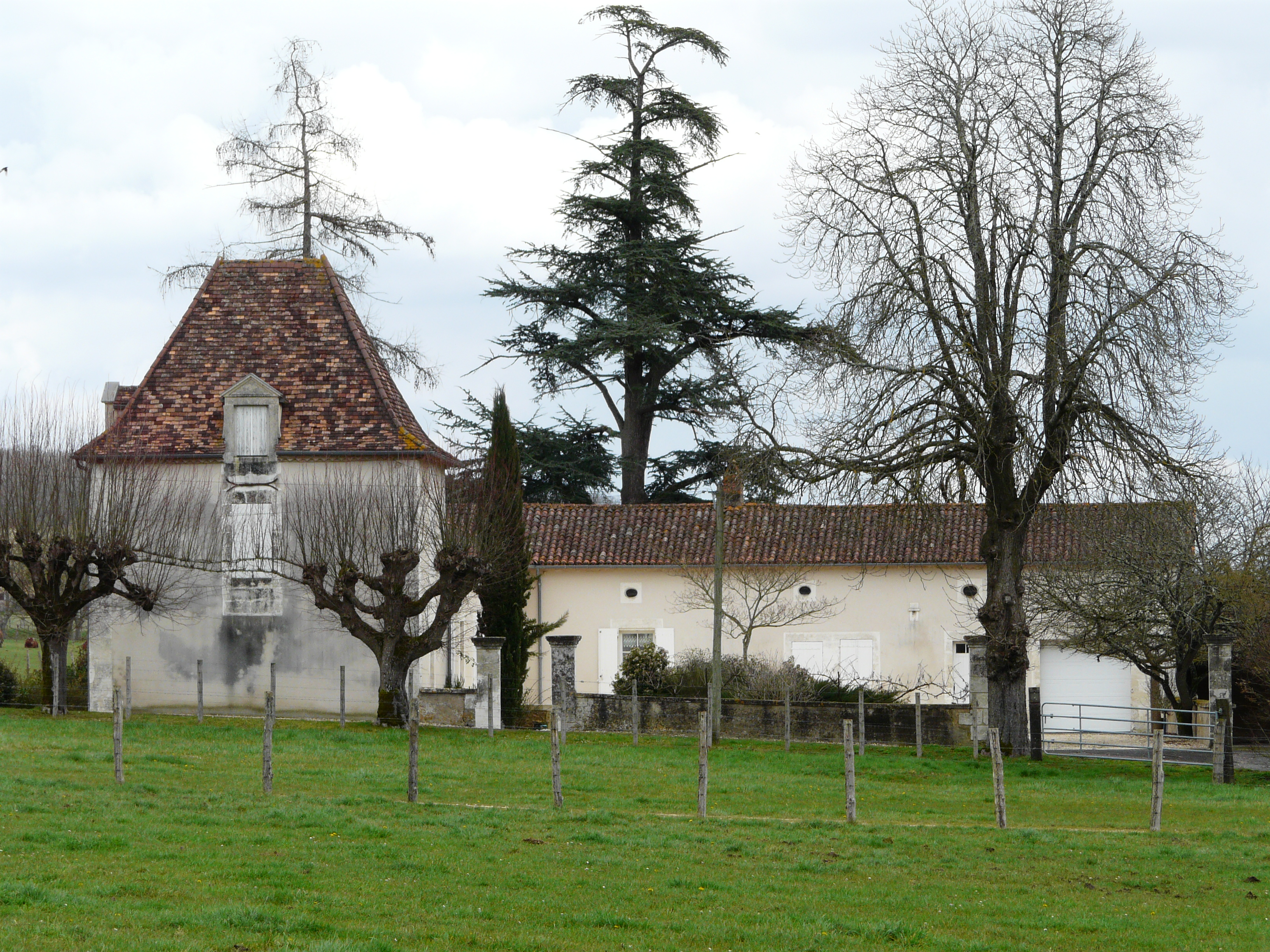
Kartause von La Mothe

## Persönlichkeiten
- Christian Faure (* 1954), Regisseur